# Hermann Rudolf Schaum
Hermann Rudolph Schaum (Glauchau, 29 april 1819 - Bonn, 15 september 1865) was een Duits entomoloog.
Tot 1847 werkte Schaum als huisarts in Stettin en later als hoogleraar entomologie aan de Universiteit van Berlijn. Hij reisde naar Engeland, Noord-Amerika en Egypte, waar hij een indrukwekkende collectie van insecten verzamelde. Hij specialiseerde zich in de Coleoptera (kevers) en voornamelijk de loopkevers. In 1865 overleed hij aan de gevolgen van een beroerte.

## Taxa
Een aantal kevers is naar Schaum vernoemd, zoals:
- Microtyphlus schaumi, een keversoort uit de familie van de loopkevers (Carabidae).
- Semiotus schaumi, een keversoort uit de familie van de kniptorren (Elateridae).
- Ipsimorpha schaumi, een keversoort uit de familie platsnuitschorskevers (Salpingidae).

Zelf beschreef hij veel nieuwe soorten en genera, waaronder: 
- Thopeutica, een geslacht van kevers uit de familie van de loopkevers (Carabidae).
- Zabrus aciculatus, een keversoort uit de familie van de loopkevers (Carabidae).
- Catantops melanostictus, een rechtvleugelig insect uit de familie veldsprinkhanen (Acrididae).

## Enkele werken
- Analecta entomologica, 1841.
- Verzeichniss der Lamellicornia mélitophila, 1841.
- Catalogus coleopterorum Europae, 1852.
- Naturgeschichte der Insecten Deutschlands (vanaf 1860, met Wilhelm Ferdinand Erichson, Ernst August Hellmuth von Kiesenwetter en Ernst Gustav Kraatz).
- Necrophilus arenarius Roux, die mutmassliche Larve von Nemoptera, 1860.
- Descriptions of four new genera of Carabidae.
- Contributions to the knowledge of the Cicindelidae of tropical Asia containing descriptions of new species online

- Gemeinsame Normdatei: 117112348
- International Standard Name Identifier: 0000 0001 0955 7604
- Library of Congress Control Number: no2004026018
- Nederlandse Thesaurus van Auteursnamen: 16369303X
- SNAC: w64q8xxm
- Système universitaire de documentation: 188474757
- Trove: 900382
- Virtual International Authority File: 13076354
- WorldCat: E39PBJktr9GK474VYGW99cQyVC